# Tehuantepec
Tehuantepec (nome completo Santo Domingo Tehuantepec) è un comune messicano con status di città, situato nella parte sud-orientale dello stato messicano di Oaxaca. Fa parte del Distretto di Tehuantepec, nella parte occidentale dell'Istmo di Tehuantepec. L'area fu importante nel periodo precoloniale, essendo sulla rotta commerciale che univa l'America Centrale all'odierno Messico. In seguito divenne la capitale secondaria del dominio zapoteco, prima di essere conquistata dagli spagnoli all'inizio del XVI secolo.
La città è tuttora il centro della cultura zapoteca nell'Istmo di Tehuantepec, ed è la seconda città più grande della regione. La città è famosa per le sue donne ed i loro abiti tradizionali, utilizzati anche da Frida Kahlo; le donne perennemente al lavoro con gli abiti e le ceste di zucca decorati da loro stesse furono resi noti a livello mondiale dagli scatti di Tina Modotti, eseguiti nel 1929, tra cui il più celebre di questa grande fotografa italiana, intitolato "Donna di Tehuantepec" (vedi in Wikimedia Commons).
Tehuantepec ha una reputazione di "società matriarcale". Le donne comandano i mercati locali e sono famose per deridere gli uomini. Il potere politico è comunque in mano agli uomini. La città visse un breve boom economico all'inizio del XX secolo, grazie alla ferrovia che univa i due oceani, ma presto eclissata dalla nascita del canale di Panama. Esistono progetti che vorrebbero ripristinare il collegamento tra Golfo del Messico ed Oceano Pacifico, ma sono bloccati da problemi finanziari.

## Descrizione e storia
Tehuantepec è la seconda città più grande dell'Istmo di Tehuantepec, nel sud del Messico. Fondata dagli Zapotechi nel periodo immediatamente precedente all'arrivo degli spagnoli nel XVI secolo, Tehuantepec rimase il centro della cultura Zapoteca nell'Istmo. Un importante simbolo di questa cultura è l'immagine di una donna zapoteca originaria di La Tehuana. Negli anni 2000, una scultura con quest'immagine fu creata da Miguel Hernández Urbán. La scultura si trova all'entrata principale della città di Tehuantepec, fatta in marmo locale e ottimo legno con acciaio inossidabile acquistato a Città del Messico. L'opera rese Hernández un "figlio adottivo" della città. In città esistono ancora numerose tradizioni antiche di secoli, e soprattutto nei mercati locali si preferisce parlare le antiche lingue zapoteche piuttosto che lo spagnolo. La città raggiunse il suo apice all'inizio del XX secolo con l'arrivo della ferrovia. Da allora la ferrovia perse importanza a causa della costruzione del canale di Panama. Oggi la città è considerata povera e molti dei suoi edifici sono in rovina. Molti vivono di commercio. Molti autisti di mototaxi in attività a Tehuantepec e nelle altre città di Oaxaca sono giovanissimi, tra i 13 ed i 15 anni. La città ha anche problemi con i cani randagi, compreso un caso in cui 20 cani presero il possesso dell'entrata principale.
Tehuantepec e la vicina Juchitán hanno una feroce rivalità che risale al XIX secolo. Nel 1862 Napoleone III inviò truppe francesi a riscuotere i debiti messicani. Questi francesi si allearono con i messicani conservatori, i quali gli permisero di occupare l'istmo. Juchitán e Tehuantepec resistettero all'occupazione finché un capitano di Tehuantepec cambiò schieramento. Quando i Juchitecos lo seppero attaccarono Tehuantepec ma furono sconfitti. Quattro anni dopo lo stesso capitano attaccò Juchitán ma fu anch'egli sconfitto. Dopo l'abbandono francese del 1862, Juchitán attaccò di nuovo Tehuantepec per vendicarsi. Anche se da allora non ci furono più atti sanguinosi, la rivalità è rimasta ed è sentita. Ognuna delle due città cerca di superare l'altra nelle feste, per numero e grandiosità. Le due comunità si sminuiscono a vicenda riguardo ad aspetto, capigliatura e vestiario.
Il centro cittadino ha costruzioni di epoca coloniale, quali il monastero di Santo Domingo del XVI secolo, che funge anche da cattedrale principale.  L'antica parte della cattedrale che fungeva da monastero ospita la Casa de Cultura o centro culturale. Il monastero fu rimodellato per questo proposito con un costo di 50 000 pesos, impiegati soprattutto per la ristrutturazione di mura e soffitti. Questa Casa de Cultura ospita il 'Museo de Antropología e Historia Zapoteca del Istmo, che contiene oggetti artistici ed archeologici della regione. Il museo ha sale dedicate all'archeologia, agli studi etnografici, alla storia della rivoluzione messicana e della guerra della riforma, oltre ad oggetti religiosi, abiti tradizionali, e arte folcloristica. Contiene anche una biblioteca. Il palazzo municipale fu costruito durante il boom ferroviario all'inizio del XX secolo. Occupa un intero lato della piazza, e sovrasta gli altri edifici del centro. È costruito in stile neoclassico provinciale, con colle ed archi massicci. Il retro della struttura è diverso, e ha un motivo irregolare di mattoni, che lo fa sembrare per metà crollato. In realtà la struttura non fu mai completata. Dal 1906 la città promette di terminarne la costruzione, ma non l'ha mai fatto. Il governo federale, nel 1975, annunciò la stesura di progetti che avrebbero terminato la costruzione dell'edificio e restaurato molte chiese e piazze cittadine, ma non è mai stato portato a termine.
L'istituzione più importante in città è il mercato. Esistono quattro mercati tradizionali, di cui il più importante si svolge subito fuori dalla piazza principale. Il principale edificio del mercato fu eretto nel 1970. I proprietari dei negozi pagano una piccola tassa destinata ai lavori pubblici. A loro si aggiungono i mercati tianguis nella vicina Guichivere il mercoledì, ed a Reoloteca la domenica. Il mercato è il centro di quasi tutto il commercio cittadino. Per questo motivo, nel resto, della città scarseggiano i negozi di elettronica, vestiario, gioielleria, ecc.

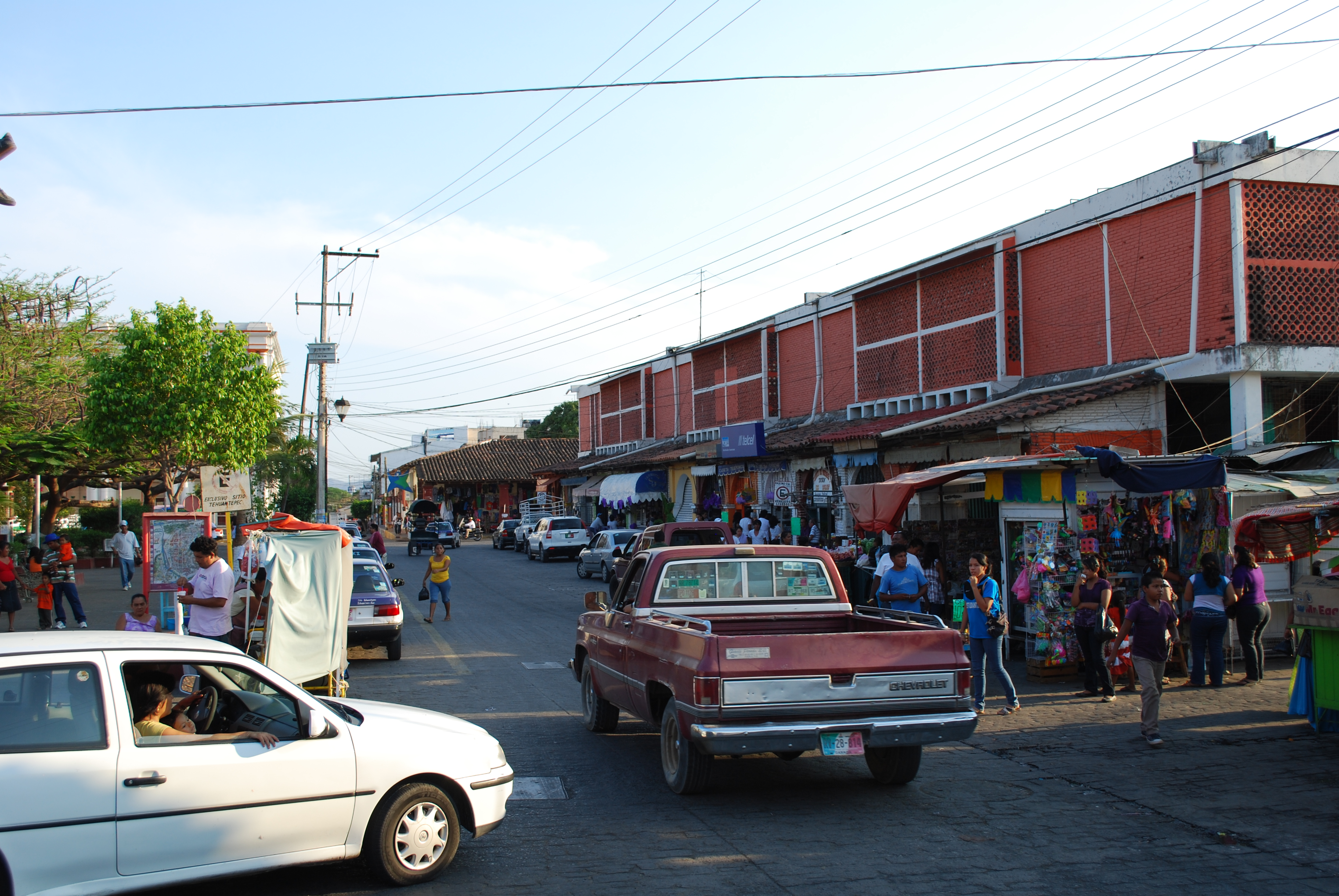
Principale mercato municipale

I mercati cittadini sono gestiti dalle donne, che fanno quasi tutto il lavoro di venditori e acquirenti. Fino agli anni settanta, agli uomini era vietato entrarvi, ma ora questa limitazione non c'è più. Le stime parlano di una presenza maschile di meno del 5%. La ragione storica è che un tempo le donne si dedicavano al mercato, e gli uomini ai campi. Gli uomini che si recano al mercato possono essere oggetto di scherno per le donne che ne mettono in dubbio la virilità. Il dominio delle donne al mercato, e nella città in generale durante il giorno, hanno reso famosa la città all'inizio del XIX secolo. Gli scritti dello storico e viaggiatore francese Brasseur de Bourbourg ed in seguito del professore messicano José Vasconcelos descrivono Tehuantepec come una "società matriarcale". Opere successive dicono che la nascita di una figlia femmina era motivo di festeggiamenti, e che gli uomini passano i loro salari alle donne. Questa rappresentazione delle donne di Tehuantepec si basa su tre fatti, il loro dominio al mercato, l'abitudine di deridere gli uomini in pubblico ed il fatto che fanno il bagno seminude nel fiume locale. Nel XX secolo la pittrice Frida Kahlo utilizzò l'abito tradizionale Tehuana per solidarietà nei confronti di queste donne. Il dominio delle donne sembra però limitato al mercato ed all'economia domestica. Guadagnano soprattutto grazie al commercio ed hanno il diritto di utilizzare come vogliono questi soldi, a prescindere da quanto dicono il marito o gli altri familiari. Gli uomini comandano invece nella politica di Tehuantepec e di altre zone dell'Istmo meridionale. Le donne partecipano agli scioperi, alle proteste ed ai movimenti politici, ma non ricoprono cariche di potere quali il ruolo di sindaco o di consigliere comunale. Anche nei rari casi in cui succede, ricoprono ruoli di minor potere, relativi soprattutto a salute ed istruzione.
Il modello di donna Tehuana è una donna di nome Juana Cata Romero, la quale visse a cavallo tra XIX e XX secolo. Iniziò come venditrice di dolci, e divenne un potente broker ed un'importante figura nella vita cittadina. Romero divenne famosa grazie all'amicizia con un giovane soldato, allora tenente colonnello, Porfirio Díaz. Díaz era incaricato di difendere la città dalle rivolte dei conservatori durante la guerra della riforma. Juana Cata si unì alla causa di Díaz indicandogli il momento migliore per attaccare le forze nemiche. Juana fu messa a capo dell'intelligence di Díaz, e ne divenne amante per quarant'anni, anche se entrambi sposarono persone diverse. Quest'alleanza avrebbe reso Juana la donna più ricca e potente di Tehuantepec, proprietaria di piantagioni di zucchero e noci di cocco. La ferrovia dell'istmo di Tehuantepec fu modificata in modo da passare da casa sua.
La casa di Romero si trova ancora a Tehuantepec, ed era l'unica a due piani in città quando fu costruita. Fu progettata in modo da sembrare uno chalet francese, con ali settentrionale e meridionale che spuntavano da un corpo centrale. La struttura si differenzia dalle vicine strutture architettoniche spagnole del XVIII secolo.
La città fece costruire una statua in bronzo di Romero, ma è una cosa discussa. La statua raffigura una donna vestita in modo conservativo che regge un libro aperto. Secondo molti la statua non la rappresenterebbe. Il plinto elenca le sue opere di carità svolte negli ultimi anni, ma la verità è che è ammirata per il fatto di aver accumulato potere e ricchezza grazie al suo aspetto ed alla sua accortezza, considerate caratteristiche Tehuana.

## Vela

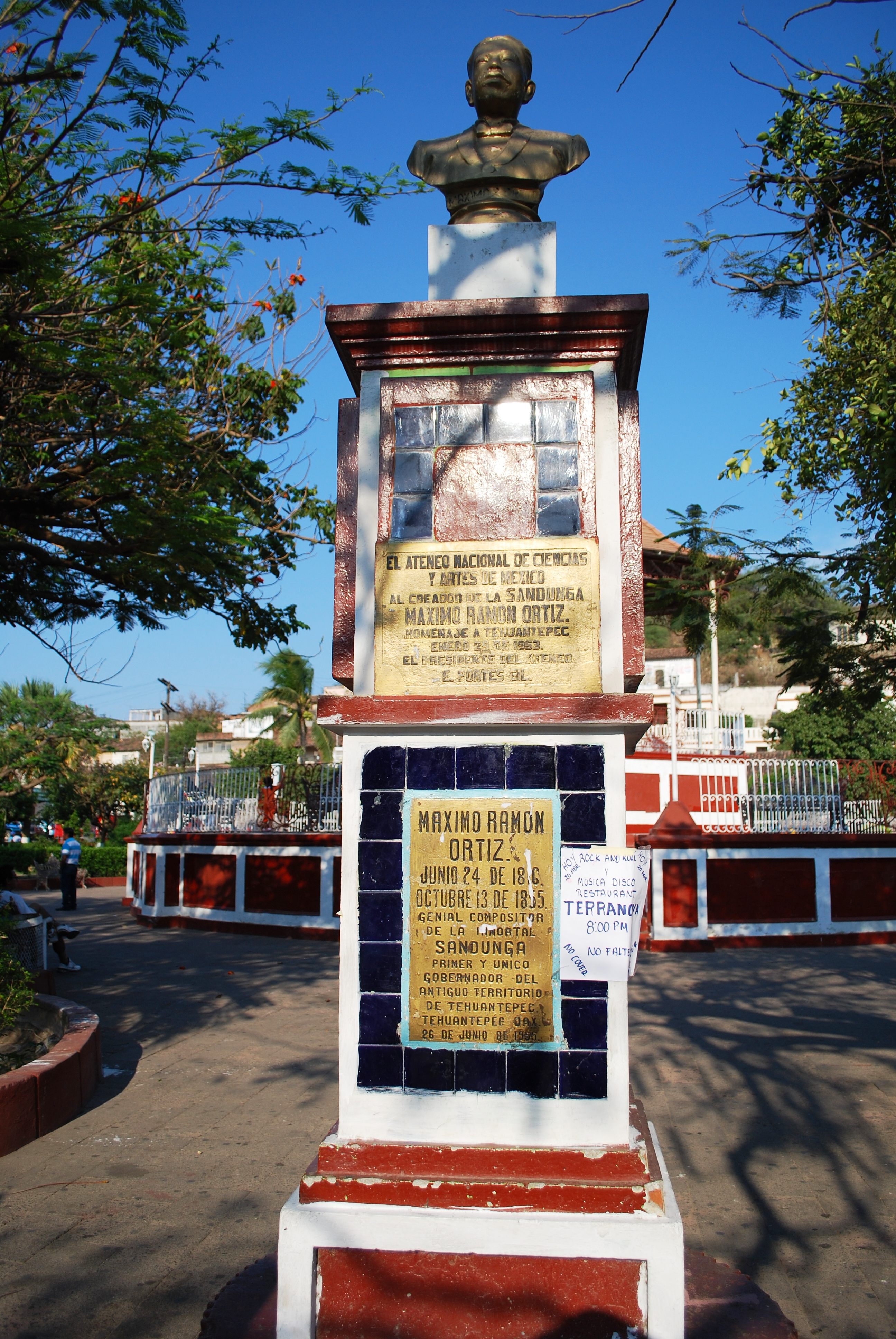
Monumento dedicato a Maximo Ramon Ortiz nella piazza principale

Il resto della città è diviso in quindici quartieri chiamati barrio, ognuno dei quali ha una propria chiesa. Ognuna di queste chiese ha un santo patrono, festeggiato ogni anno con una festa chiamata "vela". Le vela sono feste di origine preispanica, che si svolgono in ogni quartiere dell'istmo e che consta di processioni nelle vie principali, e nell'offerta di una candela cerimoniale al patrono. Ogni vela è organizzata da un maggiordomo e prevede una "regina" incoronata di fiori.  Queste vela sono diventate annuali a partire dal XIX secolo, con l'aggiunta di elementi europei come balli e danze. Queste danze sono state modificate per includere elementi tradizionali indigeni e le relative decorazioni. Per questi ed altri eventi speciali, le donne indossano abiti tradizionali Tehuana, riccamente ricamate ed ornate con gioielli ed oro. La gioielleria contiene spesso vecchie monete d'oro ed orecchini con filigrana d'oro. Vengono inoltre servite specialità locali con varie salse mole (negro, rojo, amarillo, coloradito, chichilo) ma anche tasajo, quesadilla di mais fresco e tamale. Nonostante all'inizio fossero delle feste religiose, oggi hanno perso la loro sacralità. Molte delle vela avvengono d'estate. La vela di Santa María Reoloteca si tiene tra il 13 ed il 18 agosto, mentre quella di Guiexoba è all'inizio dell'anno. I quartieri si dividono nei gruppi nord e sud per ingaggiare un'amichevole rivalità, cercando di presentare i migliori musicisti dello stato. Esistono inoltre vela a livello delle città, come la vela di Tehuantepec del 26 dicembre, e la più importante vela di Sandunga alla fine di maggio.
La vela di Sandunga celebra una canzone intitolata La Sandunga, considerata il miglior inno regionale, ed imparata in tutta la regione. Il testo fu scritto da Maximo Ramon Ortiz nel 1853, e rende onore alle donne di Tehuantepec. Ortiz sostenne la separazione dell'Istmo dal governo messicano, e la costituzione del Territorio Libre del Tehuantepec, scrivendo canzoni che supportavano l'idea di un'identità separata per Tehuantepec. Si pensa che la musica si basi su una melodia andalusa riarrangiata dal musicista zapoteca Andres Gutierrez, o Ndre Sa'a come viene chiamato nella sua lingua nativa. È considerata una canzone mestizo dato che contiene elementi europei ed indigeni.
Per ricordare la creazione della canzone, si tiene una grande festa che dura una settimana. Comprende la festa ed un'esibizione musicale del Conservatoire de Paris, che tiene una festa simile per l'apertura dell'opera La traviata di Giuseppe Verdi. Avviene anche l'elezione della reginetta ed una parata dedicata all'evoluzione dell'abito tradizionale di Tehuantepec. La festa termina con una processione in onore di san Domenico, santo patrono dell'istmo.

## La municipalità

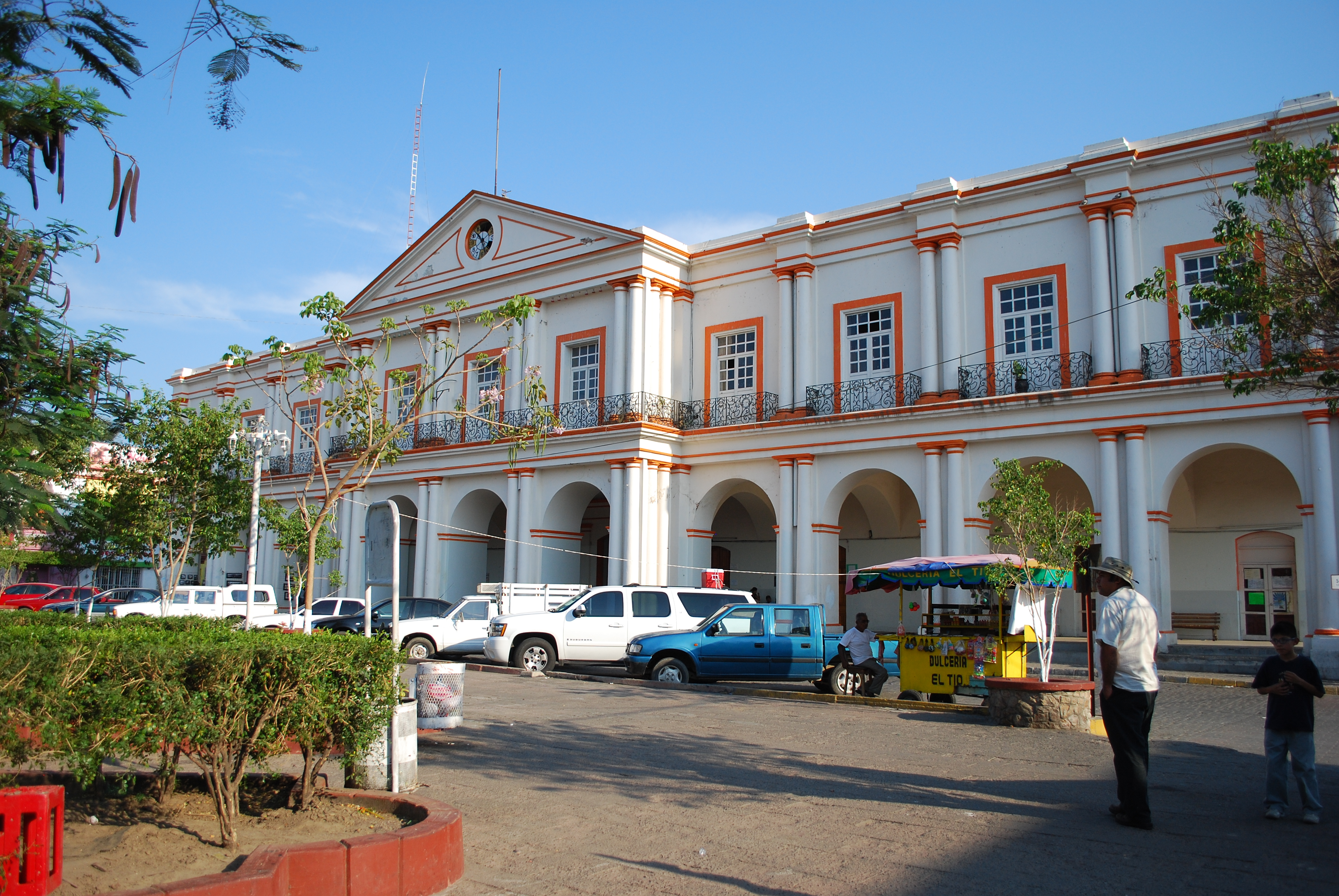
Palazzo municipale di Tehuantepec

Come sede municipale, la città di Tehuantepec governa circa 120 altre comunità, che complessivamente coprono un'area di 965,8 km². Le sue principali comunità sono Concepción Bamba, Morro Mazatán, San José El Paraíso, Santa Cruz Bamba, Santa Isabel de la Reforma, Aguascalientes de Mazatán, Buenos Aires, Colonia Jordán, Guelaguechi, Las Cruces, Potrero de Carballo, Potrero de San Miguel Tenango, Rincón Moreno, San Francisco, San Juan Zaragoza, Santa Gertrudis Miramar, Zanjón y Garrapatero, Cajón de Piedra, Pishishi, San Vicente Mazatán, Santa Clara, Santa Cruz Hidalgo, Colonia San Luis, El Limón, La Noria, San Andrés Villa Zapata, Santa Rita and Ejido El Jordán. It borders the municipalities of Santa María Jalapa de Marqués, Santa María Mixtequilla, Magdalena Tlacotepec, San Pedro Huamelula, San Miguel Tenango, Magdalena Tequisistlán, San Pedro Comitancillo, San Blas Atempa e Salina Cruz, con l'oceano Pacifico a sud. Il governo municipale è gestito da un presidente municipale, due "sindicos" e 17 ufficiali chiamati regidores.
Nel 2005 il comune aveva 13 555 case, quasi tutte di proprietà di coloro che le abitavano. I pavimenti sono in terra battuta o mattoni e cemento, mentre le mura sono in adobe e mattoni, con i tetti di cemento. Nel 2005 erano 5300 le persone che parlavano una lingua nativa, su una popolazione totale di 55 000 persone. L'autostrada Panamericana attraversa il comune, unendola a Salina Cruz. Un'altra autostrada la unisce a Coatzacoalcos .
Tra le principali cime si trovano El Zacatal (1040 mslm), Cerro de la Marimba (1257mslm), Guiengola (1257) e Tecuani (700). All'interno della città vera e propria si trovano numerose colline chiamate El Tigre (Dani'i Guie Be'edxe in Zapoteca), Crux Padre López, El Zopilote, Vixhana e La Cueva. Nessuna di loro supera i 425 metri di altitudine. Esiste anche un fiume omonimo, che taglia la città. Il suo nome zapoteca è Guigu Roo Guisii. Questo fiume nasce nella Sierra Miahuatlán e sfocia nell'oceano Pacifico presso La Ventosa di Salina Cruz. Il clima è caldo ed umido con piogge in primavera, estate ed autunno. Può essere a volte ventoso, con venti provenienti soprattutto da nord a sud o viceversa. La vegetazione è principalmente decidua, con guanacaste, querce, guirisiña, granadillo (Rhamnus alaternus), mango, chicozapote, erba del cancro (Cuphea procumbens) ed altre. Tra la fauna si segnalano cervi, armadillo, conigli, aquile, quaglie e mimus.

## Storia

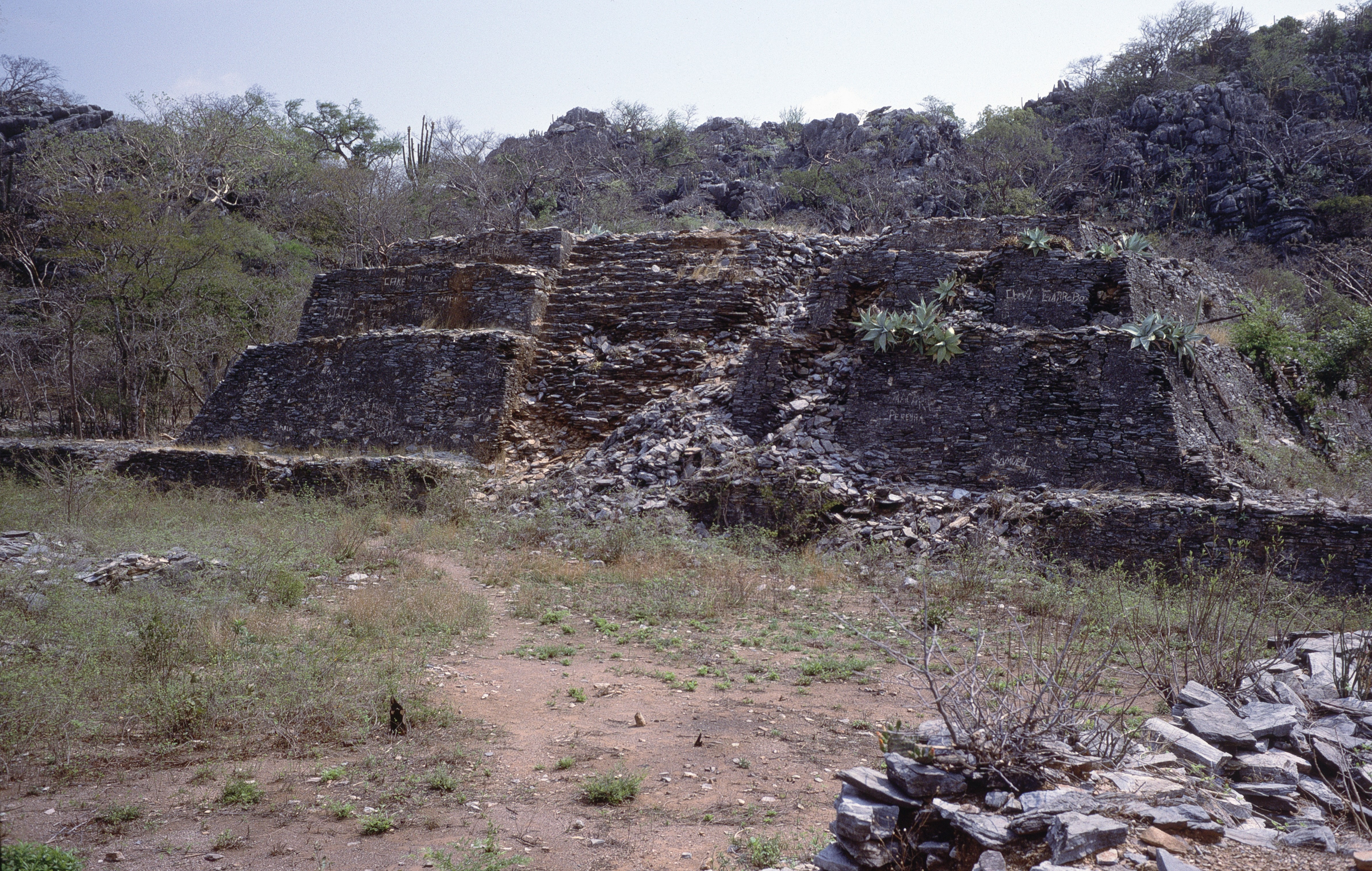
Piramide orientale di Guiengola

Il nome completo della città è Santo Domingo Tehuantepec. "Tehuantepec" deriva dal nahuatl e significa "collina degli animali selvatici" o "collina dei demoni". Il nome fu dato alla zona dagli Aztechi a causa della ferocia dei nativi guerrieri Zapotechi. Il nome zapoteca dell'area è Guie-Ngola, o Grande Collina/Roccia, mentre la città si chiama Guisi'si Gui. Santo Domingo fu aggiunto da Bartolomé de Las Casas in onore della chiesa domenicana che già vi si trovava. Fin dal periodo preispanico, l'insediamento è rappresentato da un glifo azteco, il cui l'esemplare più antico è contenuto nel Codice Guevea, noto anche come Codice Zapoteco. Questo glifo rappresenta una collina con un giaguaro. La collina è divisa in 66 parti, ed ognuna di loro ha un cerchio.

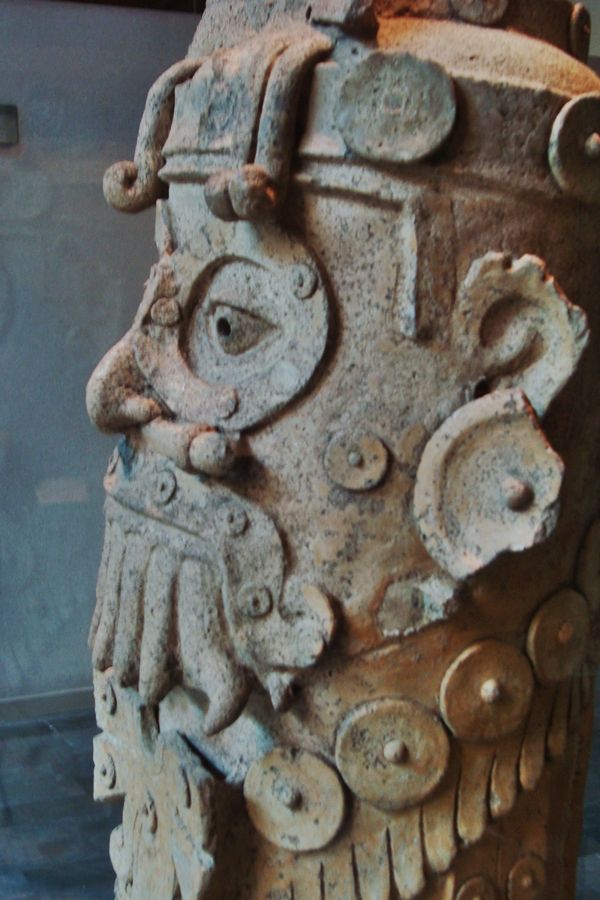
Immagine di Dzahui, dio della pioggia dell'istmo di Tehuantepec

L'area circostante è stata studiata poco dal punto di vista archeologico, in parte a causa del fatto che molti siti archeologici sono difficilmente accessibili e perché il clima della parte meridionale dell'istmo rende difficili gli scavi. Molte delle interazioni culturali dell'antica regione sono solo ipotizzate, anche se si sa con certezza che vi furono contatti con Teotihuacan, Tula, Monte Albán ed in seguito con Tenochtitlán . L'area di Tehuantepec durante il primo preclassico si trovava nella periferia della zona influenzata dagli Olmechi, come si nota dagli artefatti. All'inizio la zona non era un centro di comando, ma semplicemente un luogo di commercio che univa l'America Centrale all'odierno Messico. Per le sue strade passavano mante giganti, giada, altre pietre preziose, conchiglie, spugne, oro, ambra, sale, piume, pelli, cotone, spezie, miele e cacao. Probabilmente il centro più importante era Lass Gui'e'e, secondo i più recenti scavi. Questo sito ha una storia di almeno 3500 anni, con reperti Olmechi e Chiapas ritrovati nelle sue sezioni più antiche. Questo e l'abbondanza di conchiglie marine indicano che il sito di Cañada de Tehuantepec si trovava sull'asse di comunicazione principale tra le alture di Oaxaca, l'istmo di Tehuantepec ed il Guatemala fin dalla nascita della Mesoamerica.
Il regno zapoteco di Zaachila si espanse nell'area di Tehuantepec sotto il governo di Cosijoeza, a partire dal 1487, schiacciando i nativi Huaves sulla striscia costiera attorno alla laguna di Tehuantepec. In questo modo gli Zapotechi presero il controllo di una seconda capitale zapoteca. Questo dominio aveva relazioni con gli Aztechi ma non pagava loro tributi, e controllava il commercio dell'America centrale. L'influenza di questo dominio si estendeva ad ovest fino a Nexapa, e lungo la costa a Tlapanatepec. Tequixixtlan e Xallapan gli erano subordinate, guidate da governatori inviati da Tehuantepec. Tehuantepec incrementò la propria importanza quando la capitale di Zaachila subì pressioni dai Mixtechi e, in seguito, dagli Aztechi, alla fine del XV secolo. Gli Aztechi puntavano a controllare la rotta commerciale tra l'altopiano messicano e Soconusco nel Chiapas, fino al Guatemala. Gli Aztechi attaccarono Tehuantepec nel 1496, e furono sconfitti da un'alleanza di Mixtechi e Zapotechi. Questi due gruppi solitamente si combattevano, ma si allearono contro uno nemico comune. Questa alleanza e le forti difese cittadine portarono ad un assedio di sette mesi condotto dall'azteco Axayacatl. Il successivo capo azteco, Ahuiztotl, decise di far sposare sua figlia Coyolicatzin al re zapoteca Cosijoeza. Questo pose fine alla guerra.
Al tempo della conquista spagnola, e per qualche tempo dopo, l'area fu dominata da tre gruppi linguistici, Zapotechi, Mixe e Chontal, non legati tra loro. Gli Zapotechi occuparono l'area che andava dalla Sierra Madre del Sud e Xallapan fino a Tehuantepec. I Chontal si trovavano tra Mazatlán e Tequixixtlan. I Mixe abitavano le zone montagnose, accentrati in Utlatepec.
Il figlio di Cosijoeza, Cosijopii, divenne tlatoani di Tehuantepec per breve tempo prima dell'arrivo degli spagnoli nel 1518. Pedro de Alvarado fece due incursioni da ovest nel 1522, arrivando all'area Mixe di Ultatepec e Xoconochco. Alvarado entrò a Tehuantepec nel 1524, soggiogando la popolazione locale di Tequixixtlan e Xallapan. Sarebbero comunque passati molti anni prima che gli spagnoli avessero il controllo totale della regione. Dopo la conquista, Cosijopii rimase a capo della città, ma soggetto all'egemonia spagnola dal 1521 fino alla morte avvenuta nel 1563.
Si conosce poco dello sviluppo dell'area di Tehuantepec nel periodo coloniale, soprattutto dal punto di vista economico. Uno dei primi cantieri navali fu stabilito in quest'area. Alla fine del 1532, furono costruite due navi che sarebbero diventate parte della flotta di Diego Hurtado de Mendoza, ma naufragarono sulla costa dell'attuale Jalisco. Tra il 1536 ed il 1537 furono costruite altre navi che raggiunsero il Perù. Questo cantiere si trovava vicino al fiume
Coatzacoalcos, che era navigabile. Poco dopo Hernán Cortés ed altre autorità coloniali persero interesse nello sviluppo economico della zona, a favore di altre aree. Una strada chiamata Camino Real de Tehuantepec collegava la città ad altre parti di quello che oggi è lo stato di Oaxaca. La città spagnola di Tehuantepec fu fondata ufficialmente dai domenicani Gregorio de Beteta e Bernardo de Alberquerer nel 1538, e ricevette il sigillo reale da Carlo V nel 1543. La chiesa ed il monastero furono costruiti a partire dal 1544. Nel 1550 la città aveva 49 quartieri.
Ulteriori sviluppi dell'area di Tehuantepec si focalizzarono sul Camino Real di Tehuantepec, costruito per controllare le zone appena conquistate, facilitare la raccolta di tasse ed il commercio. Lungo la strada furono creati ranch e hacienda per regolarizzare il commercio e dare unità politica e sociale all'area. Il processo portò a conflitti tra proprietari di hacienda e indigeni, durante il passaggio di proprietà dei terreni. Nel 1660 gli indigeni si ribellarono contro le autorità spagnole. La ribellione terminò nel 1661, in parte perché Filippo IV mise la città sotto il diretto controllo della corona e perdonò i ribelli.

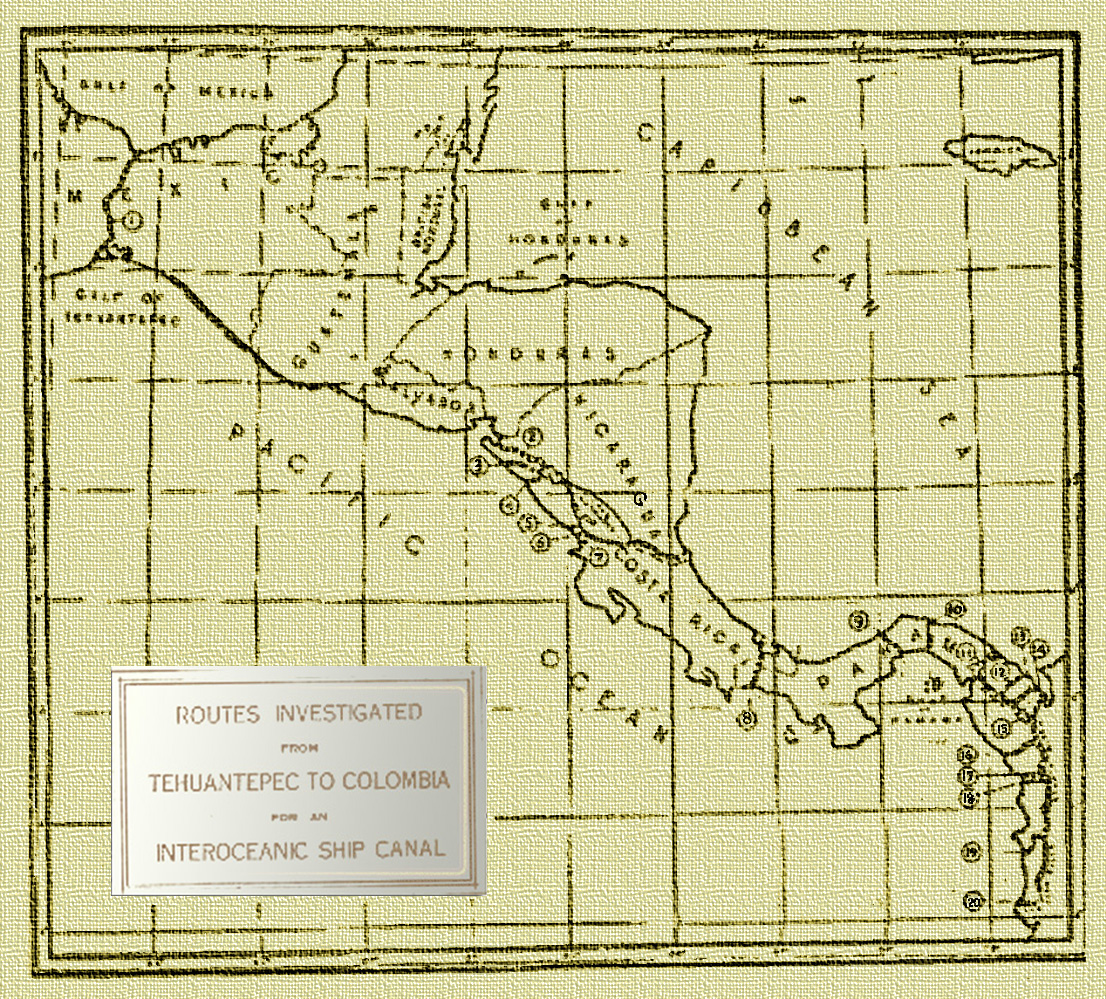
Mappa raffigurante possibili canali inter-oceanici da Tehuantepec a Panama

A metà del XIX secolo, gli Stati Uniti d'America fecero pressione sul Messico per avere il diritto di passaggio lungo l'istmo di Tehuantepec, grazie alla costruzione di una strada, ferrovia o canale che unisse Atlantico e Pacifico. La pressione aumentò durante la guerra messico-statunitense, quando questi diritti entrarono a far parte dei primi negoziati di pace. Il concetto non fu però inserito nel trattato di Guadalupe Hidalgo. Durante i negoziati per l'Acquisto Gadsden, il problema fu sollevato di nuovo, ma i diritti furono negati ancora una volta. Nonostante il forte interesse statunitense, l'esercito americano non invase mai Tehuantepec, anche se le sue truppe raggiunsero il Veracruz meridionale. La guerra fece spostare le truppe verso il meridione dello stato, perdendo così il controllo di Città del Messico. Come risultato, l'istmo si ribellò di nuovo a partire dalla città di Oaxaca.  Nel 1850 prese forma il primo progetto per separare l'area di Tehuantepec da Oaxaca. Il risultato fu la conquista di una certa autonomia. Il secondo tentativo ebbe luogo nel 1853.
Tehuantepec fu elevato a comune nel 1857 e ottenne lo status di città nel 1857. Le leggi della riforma secolarizzarono molte delle terre di proprietà dei domenicani.
L'età dell'oro di Tehuantepec iniziò con il XX secolo, con la costruzione della ferrovia trans-Istmo, che rappresentava la più breve rotta che univa i due oceani. Al suo culmine, la linea vedeva il transito di cinquanta treni al giorno. Beni e persone portarono ricchezza alla città, che crebbe. Il boom terminò poco dopo la costruzione del canale di Panama nel 1914. L'autostrada Panamericana attraversò la regione a metà del XX secolo, unendola al resto del Messico e, quindi, a tutte le Americhe. Poco dopo una nuova autostrada unì la città alla città di Oaxaca.

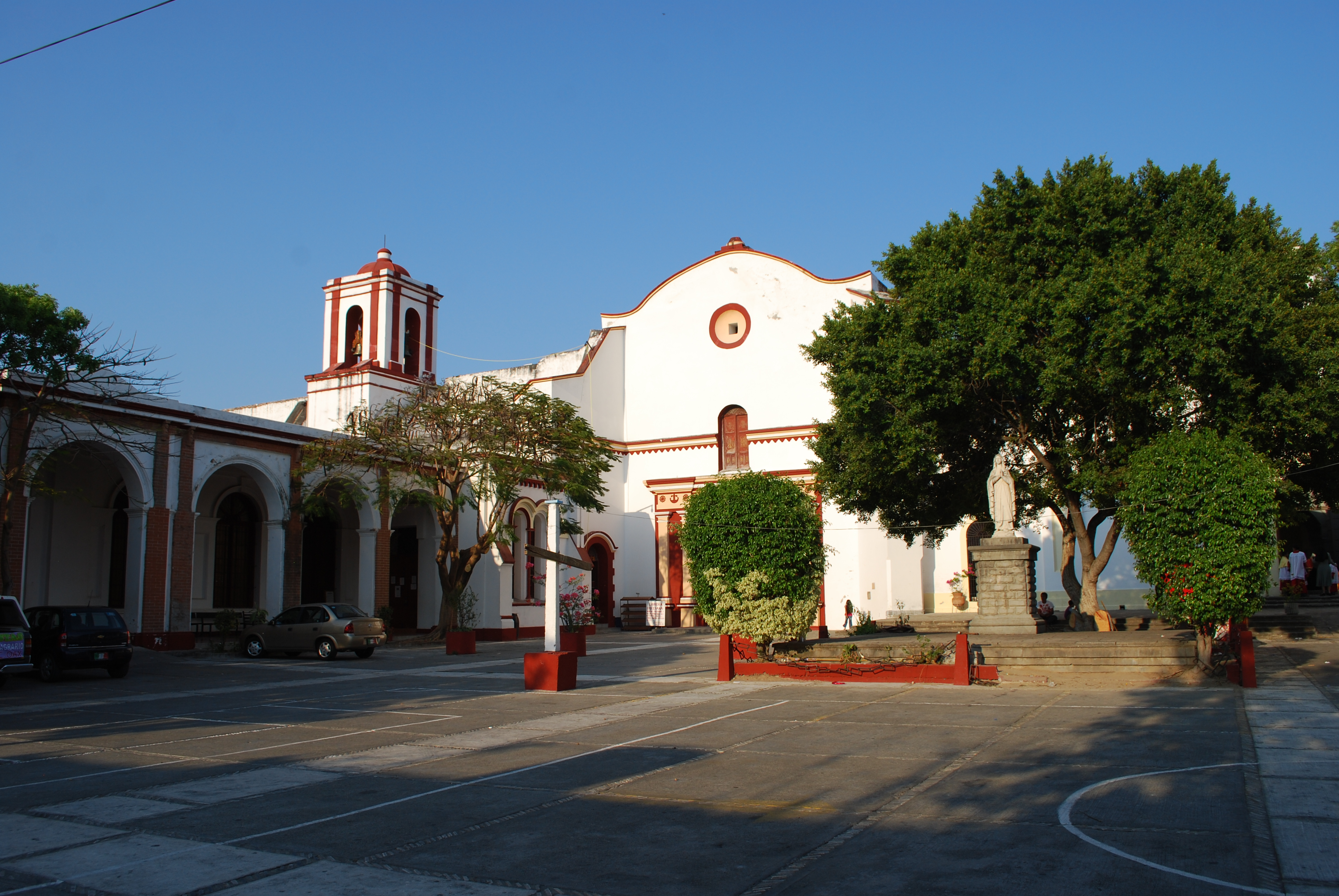
La cattedrale di Tehuantepec

La parte meridionale dell'istmo di Tehuantepec e di Juchitán hanno avuto sporadiche rivolte fino alla fine degli anni sessanta, parallelamente ad altri conflitti scoppiati nel resto del Messico. Questo trend continuò fino agli anni settanta, ottanta e novanta, soprattutto nella diocesi di Tehuantepec guidata dal vescovo Arturo Lona Reyes tra il 1971 ed il 2000. La diocesi di Tehuantepec fece parte del movimento che mobilitò poveri ed indigeni negli anni ottanta e novanta, alleandosi con altri elementi della chiesa cattolica di Oaxaca, tra cui il CEDIPIO. Il vescovo Arturo Lona era un grande sostenitore degli insegnamenti della liberazione, con cui il Concilio Vaticano II chiedeva la creazione di una "chiesa di persone". La chiesa di Oaxaca si alleò con la diocesi del Chiapas del vescovo Samuel Ruiz García. Lo stile pastorale delle chiese di Oaxaca e Chiapas divenne famoso come "pastoral indígena", e si facolizzò sulle opere nei confronti dei segmenti sociali più emarginati. Istituì una clinica subito fuori dalla città di Tehuantepec, in cui si formavano anche medici chiamati curandero. Nello stesso luogo, un centro ecologico promuoveva il riciclaggio ed i fertilizzanti organici per l'agricoltura.
Negli anni ottanta la diocesi fronteggiò la violenza di coloro che detenevano il potere, con due tentati omicidi nell'anno che precedette il ritiro di Lona. L'obbiettivo di questi gruppi era quello di sopprimere l'attivismo politico in modo simile alla rivolta zapatista del Chiapas. Gli attacchi contro Lona ed i suoi alleati continuarono fino agli anni novanta. La teologia della liberazione rimase al centro della diocesi finché Lona rimase vescovo, anche se il perse potere negli anni novanta quando lo stato perseguì politiche neoliberali, e la Chiesa abbandono la teologia della liberazione. Arturo Lona Reyes fu uno dei capi della chiesa allineati con la teologia della liberazione.
Il ritiro del vescovo Arturo Lona Reyes colpì circa 4000 persone, soprattutto nativi Zapotechi e Mixe. Lona Reyes si ritirò dalla carica ufficiale, ma rimase a capo di un gruppo religioso chiamato Iglesia Universal. Il vescovo disse che il programma "Opción por los Pobres" (Scelta per i poveri) che guidò rimase intatto dopo le sue dimissioni. Le omelie del vescovo contenevano spesso riferimenti a coloro che erano "esclusi dal sistema" ed ai "diritti umani". Il vescovo di Tehuantepec è Oscar Armando Campos Cantreras.
La ferrovia che aveva segnato il boom di Tehuantepec all'inizio del XX secolo perse importanza nel resto del secolo. Fu privatizzata nel 2001, ma i 24 km vicini alla città furono abbandonati, le stazioni smantellate e gli equipaggiamenti venduti. Questo mise fine all'economia basata sulla ferrovia, soprattutto nel quartiere di Reoloteca.
Da allora si sono susseguiti numerosi tentativi di ristabilire la linea ferroviaria che attraversa Tehuantepec. L'obbiettivo del progetto è quello di creare un'alternativa all'affollato canale di Panama. Si tratterebbe di una linea ferroviaria tra il Golfo del Messico ed il Pacifico presso Tehuantepec, modernizzando ed estendendo le attuali linee. Questo progetto fu presentatola prima volta nel 1980, e poi di nuovo nel 1997, nel 2006 e nel 2009. Alcune di queste versioni prevedeono la costruzioni di una parte delle infrastrutture a Tehuantepec e nella vicina Salina Cruz. Comunque il progetto si è dimostrato troppo elefantiaco per poter essere implementato.
Nonostante unincasso di 100 milioni di pesos l'anno, il comune ha avuto problemi di bancarotta nel 2009. Il presidente municipale fu accusato di appropriazione indebita, avendo lasciato la città in una delle peggiori crisi della sua storia.

## Economia

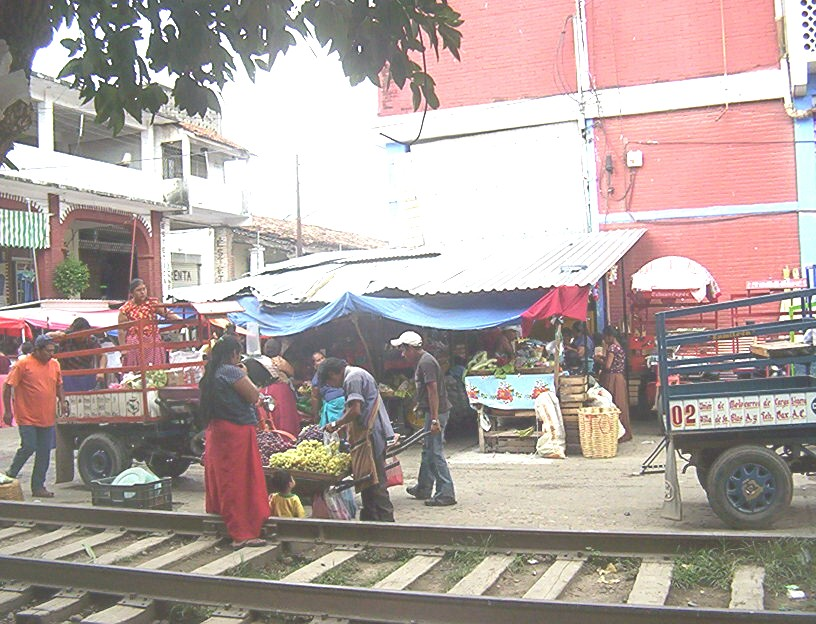
Mercato di Santo Domingo Tehuantepec

Il 21% delle persone che lavorano sono occupate nell'agricoltura e nell'allevamento. Tra le principali coltivazioni ci sono fagioli, mais, sorghum, semi di sesamo, meloni, angurie, squash, noccioline e fiori. Tra gli animali allevati ci sono maiali e capre. L'Unione delle comunità indigene della regione dell'Istmo, una cooperativa fondata nel 1982, assiste nella produzione e nella distribuzione dei prodotti locali, soprattutto caffè, tramite una marca di commercio equo e solidale.
Il 25% delle persone lavora nell'industria, nelle miniere e nell'edilizia. L'industria è limitata alla depurazione dell'acqua, ad una ghiacciaia e ad una fabbrica di calce vica. Anche il calcare viene estratto. L'artigianato più tipico è quello legato agli abiti tradizionali. Vi è anche una produzione di cermica, soprattutto per cucina e oggetti decorati.
Il restante 51% lavora nel commercio, nel turismo e nei servizi. Buona parte del commercio è riservato agli abitanti locali piuttosto che ai turisti. Vi sono due hotel a quattro stelle, uno a due stelle, e nove affittacamere. Il comune comprende anche parchi acquatici e spiagge.

## Istruzione
Nel comune si trovano sei asili, 38 scuole primarie (dieci delle quali sono bilingui), cinque scuole medie, sette scuole superiori ed una scuola di ostetricia. L'Universidad del Istmo ha aperto nel 2002 con un campus a Tehuantepec ed uno a Ixtepec.

## Archeologia

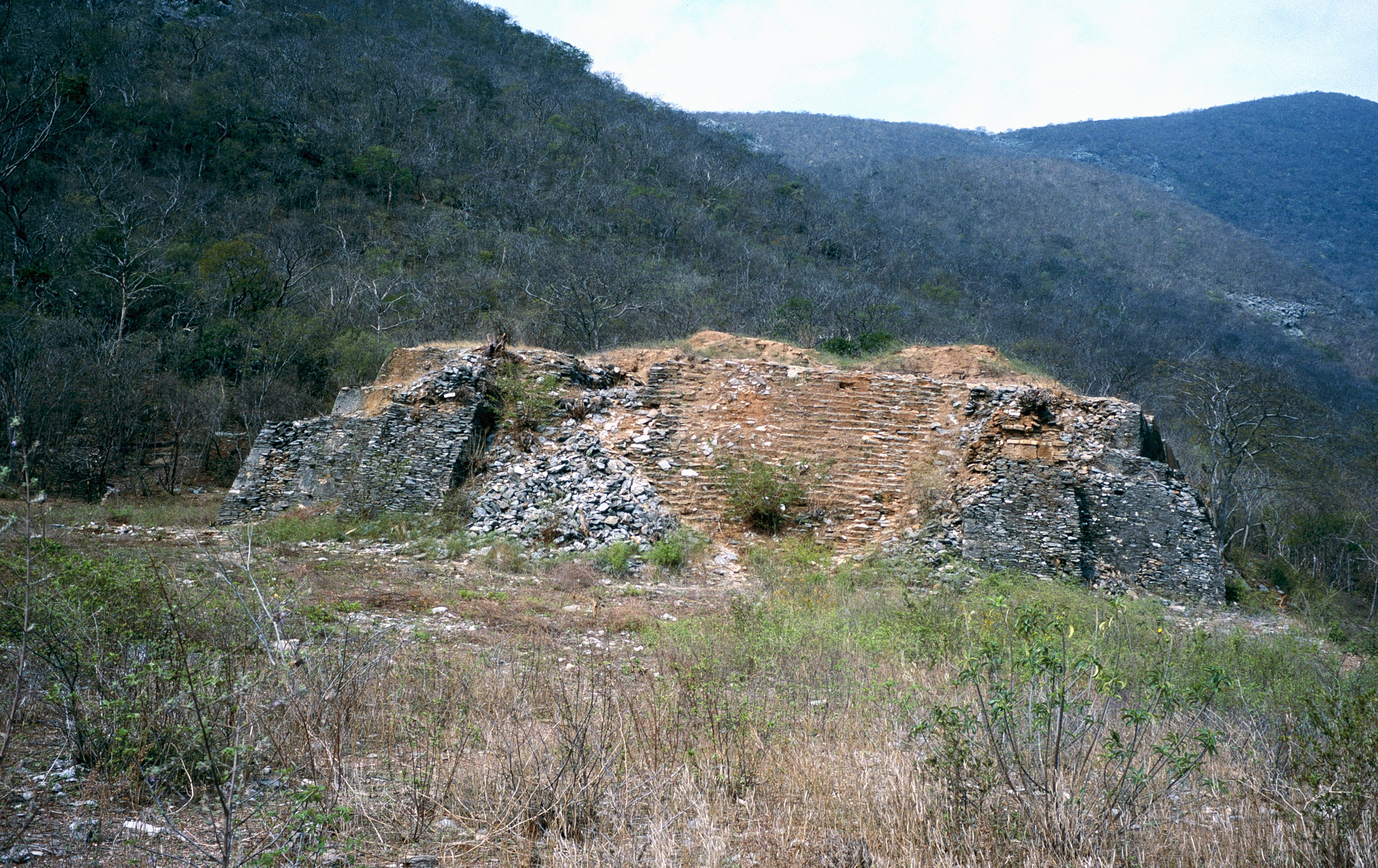
Piramide occidentale di Guiengola

Il principale sito archeologico si trova su una grande collina chiamata Guiengola, Gola, Gui'ngola o Guien-Gola. Lui ed il vicino cono vulcanico erano fortificati con mura, trincee e torri lungo i pendii. Sulla sommità erano costruiti terrazze, basamenti, piramidi e templi, con pietre ricoperte di stucco. La fortezza cittadina aveva anche allevamenti di cervi e cinghiali, oltre che bacini artificiali con pesci che servivano da riserva di cibo. L'area è piena di piccole rovine, il che aumenta la difficoltà degli scavi. Le fortificazioni furono utilizzate attorno al 1490, quando gli Aztechi assediarono la città, e gli impedirono di conquistarla nonostante i sette mesi di assedio.
La cima offre una vista panoramica di buona parte della zona, su tutte le pianure circostanti. Molte delle mura originali e delle altre strutture sono rimaste oltre 700 anni dopo la loro costruzione. Esistono camere sotterranee. In cima alla collina vi sono piccole piramidi orientate lungo l'asse est-ovest, ed un tipo di tempio con mura circolari oltre ad un'importante abitazione. La piazza principale contiene un campo di tlachtli, il gioco mesoamericano della palla, posizionato ad est. Esistono anche due strutture cilindriche che potrebbero essere stati osservatori astronomici. La zona archeologica si trova ad oltre dodici chilometri dall'odierna città, posta lungo l'autostrada federale 190. Da qui parte una strada in sterrato che conduce alla collina.
Due motivi per cui l'area non è stata studiata bene dagli archeologici sono la difficoltà nel reggiungerla ed il clima troppo caldo. Altre fortezze Zapoteche si possono trovare a Nexapa, a Maxaltepec, a Quievicuasa, a Quiechapa ed a Quiecolani, tutte probabilmente controllate direttamente da Tehuantepec.

## Infrastrutture
Il 22 dicembre 2023 è stata inaugurata la tratta ferroviaria che permette di raggiungere in 7 ore il porto di Coatzacoalcos, collegando l'Atlantico al Pacifico.